# La Bête (Disney)
Pour les articles homonymes, voir La Bête.
La Bête est le nom donné au personnage de fiction issu du grand classique d'animation Disney La Belle et la Bête (1991).
Le personnage, tout comme le film d'animation, est basé sur le conte traditionnel du même nom de Jeanne-Marie Leprince de Beaumont. Il apparaît pour la première fois en 1991 dans le classique Disney puis dans les suites du film sorties directement en vidéo : La Belle et la Bête 2 : Le Noël enchanté et Le Monde magique de la Belle et la Bête.

## Description
Dans le conte original, la Bête est présentée comme un être courtois et aimable sans vraie excès de colère. Elle accueille le père de Belle dans son château et subvient à tous ses besoins sans pour autant lui révéler sa présence, elle se montre également douce et bienveillante à l'égard de Belle. Dans la version Disney, la Bête est colérique et introvertie, le personnage apparaît alors comme un être antipathique, aussi laid à l'intérieur qu'à l'extérieur. À plusieurs reprises également, la Bête fait  preuve d'un caractère capricieux et puéril, comme si l'enfant qu'elle était lors de sa transformation demeurait encore enfoui en elle. On peut par exemple le voir lorsque Belle refuse sa première invitation à dîner et que la Bête cherche alors à prendre Lumière, Big Ben et Mme Samovar à témoin du manque de collaboration de la jeune femme, une expression boudeuse et indignée sur le visage. La colère qui suit, alors que Belle a confirmé son refus de l'invitation qui lui était faite, ressemble quant à elle à un caprice ; la Bête déclarant à ses domestiques « Si elle ne mange pas avec moi, elle ne mangera pas du tout ! » Un autre exemple significatif de la présence de cet enfant sous les traits du monstre se retrouve après que la Bête a été blessée par des loups en sauvant Belle de leurs crocs. Alors que Belle veut désinfecter la blessure de la Bête, celle-ci esquive son bras par peur de la douleur, comme un enfant qui détourne la tête pour refuser d'avaler un plat qu'il n'apprécie pas. Cependant, le personnage évolue au cours du film pour devenir plus attentif, doux et raffiné permettant peu à peu de découvrir le cœur qui se cache derrière cette apparence et d'ainsi faire naturellement appliquer ce qui est en fait la morale du film.

### Apparence

#### La Bête
Le personnage de la Bête ne représente pas un animal particulier mais est plutôt un mélange de plusieurs animaux sauvages. Il a la forme de la tête et les cornes d'un buffle, les pattes avant et le corps d'un ours, les sourcils d'un gorille, la mâchoire, la denture et la crinière d'un lion, les défenses d'un sanglier, les pattes arrière et la queue d'un loup,. On peut également lui trouver des ressemblances physiques avec des personnages mythiques comme le Minotaure ou le lycanthrope.
Au niveau vestimentaire, la Bête apparait dans un premier temps habillé très simplement d'une grande cape rouge sang, mettant en avant son caractère bestial et son allure effrayante. Après la scène de l'attaque des loups, il est toujours vêtu d'une cape, mais bleue cette fois-ci et avec une chemise blanche en dessous. Ce changement vestimentaire va de pair avec son caractère puisque c'est la première fois qu'il parle de ses sentiments à l'égard de Belle et qu'il cherche à lui faire plaisir.
Ensuite, sa tenue se complète avec l'apparition d'une ceinture de tissu bleu et d'une chemise à jabot mais l'apogée est atteinte lors de la scène du bal, précédée des préparatifs et de l'habillage de la Bête. Il se présente alors avec une chemise à jabot blanche, un veston doré, une veste à queue-de-pie bleue et or et un pantalon noir.
C'est aujourd'hui certainement la tenue sous laquelle le personnage est le plus souvent représenté à travers les images de promotion ou lors des parades dans les parcs Disney.

#### L'humain
Avant d'être une bête effrayante, le personnage de la Bête représente surtout un prince humain transformé par une malédiction. Bien qu'aucun nom de ce prince ne soit cité nulle part, les animateurs du film le prénommaient entre eux Prince Adam,. Toutefois, interrogé récemment sur ce sujet, Glen Keane qui supervisa l'animation du personnage infirma cette information.
Les premières représentations du prince, et qui marquent le début du récit, se font sous forme de vitraux. Il s'ensuit une vue d'une toile représentant l'apparence humaine de prince mais qui est très vite lacérée par les griffes de la bête elle-même. Il faudra ensuite attendre les dernières minutes du film pour redécouvrir le visage humain de ce personnage.
Représenté sous la peau d'un jeune homme aux cheveux longs châtain clairs, le seul élément inchangé seront ses yeux bleus, dans lesquels Belle reconnaitra de suite son amour.

### Développement du personnage
Gary Trousdale et Kirk Wise mentionnèrent le challenge que fut de trouver le design du personnage entre humain et bête. Il demandèrent à Chris Sanders, qui fit partie de l'équipe de scénaristes du film, d'exécuter des esquisses sur ce personnage. Il travailla sur différentes pistes en s'inspirant pour certains dessins d'oiseaux, d'insectes, de poissons ou d'animaux plus proche du résultat final. L'animateur responsable de la bête, Glen Keane affina la conception en passant plusieurs mois dans des zoos, entouré de plusieurs variétés d'animaux. Il observa notamment un mandrill prénommé Boris au Zoo de Londres et un gorille du nom de Caesar au Zoo de Los Angeles,.
Keane chercha pour le résultat final à obtenir un personnage dont on pourrait croire qu'il est inspiré d'une espèce animale réelle. Lors de ces recherches, Keane fut également très inspiré par les buffles qui possède ce contraste de puissance physique et de caractère assez calme et non agressif.
Une des particularités de la création du film fut que l'animateur principal responsable du personnage de la Bête (Glen Keane) et celui responsable de Belle (Mark Henn) ne travaillaient pas dans le même studio. Henn était aux Studios Disney-MGM en Floride alors que Keane était aux studios d'animation de Glendale, en Californie. Pour le travail des scènes où les personnages devaient être coordonnés, les animateurs s'échangeaient des dessins par courrier.
Parmi les animateurs de la Bête, cités au générique, on peut mentionner Anthony DeRosa, Aaron Blaise, Geefwee Boedoe, Broose Johnson, Tom Sito et Brad Kuha.

## Adaptation et réutilisation
La Bête est l'un des personnages principaux de la série télévisée Once Upon a Time, une production ABC Studios filiale télévisée de Disney, où il est interprété par Robert Carlyle. Dans la série, la Bête est aussi plusieurs autres personnages de contes de fée dont certains aussi issus de l'univers Disney. En effet, il est aussi Rumplestiltskin et Tic Tac le crocodile de Peter Pan.
La Bête est aussi l'un des personnages du téléfilm Descendants, sorti en 2015, où il est interprété par Dan Payne. Le film est censé prendre place après les événements de La Belle et la Bête et met en scène les enfants de plusieurs héros et méchants de l'univers Disney dont le Prince Ben, le fils de Belle et de la Bête interprétée par Mitchell Hope. Il est également présent dans sa suite, Descendants 2, sortie en 2017.
L'acteur Dan Stevens est engagée pour le rôle de la Bête dans le remake avec acteurs de La Belle et la Bête (1991) dont le tournage est prévu en 2015 et dont la sortie au cinéma est prévue pour 2017.

### Kingdom Hearts
La Bête apparaît dans les jeux vidéo de la série Kingdom Hearts ; dans le premier opus, les personnages principaux rencontrent la Bête qui est désemparée face à l'enlèvement de Belle par les Sans-cœur, dirigée par Maléfique. Dans Kingdom Hearts 2, le château de la Bête est l'un des mondes à part entière de l'aventure.

## Interprètes
- Voix originale : Robby Benson[5]
- Voix allemande : Matthias Freihof
- Voix danoise : Mikael Birkkjær
- Voix espagnole latino-américaine : Arturo Mercado et Walterio Pesqueira
- Voix espagnole d'Espagne : Jordi Brau
- Voix finnoise : Matti Olavi Ranin
- Voix française : Emmanuel Jacomy[4]
- Voix hongroise : Szabó Sipos Barnabás
- Voix italienne : Massimo Corvo
- Voix japonaise : Kōichi Yamadera
- Voix néerlandaise : Rob Fruithof
- Voix polonaise : Stefan Każuro
- Voix québécoise : Daniel Picard (La Belle et la Bête 2 : Le Noël enchanté)
- Voix suédoise : Tommy Körberg